# マケドニア紛争
マケドニア紛争（マケドニアふんそう、マケドニア語: Воен конфликт во Македонија,、アルバニア語:Lufta e vitit 2001 në Maqedoni）は、マケドニア共和国北部で2001年に発生した紛争。

## 概要
ユーゴスラビアから独立後、おおむね安定していたマケドニア国内でも、コソボ紛争によって約25万人のコソボ地域のアルバニア系住民が難民として押し寄せてきた。人口の3割を占めるアルバニア系住民はかねてより高度な自治を要求していたが、難民流入によってアルバニア民族主義が高まり、2001年2月、アルバニア系住民の民族解放軍（NLA）が武装蜂起した。これにコソボ自治州から武装勢力が越境して介入しようとしたため、マケドニア軍との間で戦闘が起こった。事件は3月後半から国際社会で認知され、ヨーロッパ各国は行方を憂慮していたが、数か月にわたって小競り合いが続いたため、北大西洋条約機構（NATO）が8月に介入（欠かせない収穫作戦）して、アルバニア系住民の権利拡大を認める和平合意文書（オフリド合意）に調印して停戦、NATO軍が駐留を開始した（オペレーション・アンバー・フォックス）。11月に合意に基づき議会が憲法を改正、2002年9月の総選挙では、マケドニア人政党「社会民主同盟」が政権を奪還し、NLAが改組したアルバニア人政党「民主統合連合」と連立政権を組んだ。その後もアルバニア系武装勢力によるテロ事件や、警察との衝突が散発的に起こったが、現在は落ち着き、治安は安定している。